# François-de-Sales-Léonce Dupont
Pour les articles homonymes, voir Dupont ou Dupond et François de Sales.
François-de-Sales-Léonce Dupont né le 5 janvier 1828 à Layrac (Lot-et-Garonne) et mort le 21 avril 1884 à Versailles, est un écrivain et journaliste français.

## Biographie
Élève de l'école primaire de Layrac, Léonce Dupont entre au Petit Séminaire d'Agen qu'il quitte en 1847 par manque de vocation. Il présente son baccalauréat à Cahors, puis se rend à Paris. Il enseigne l'histoire et la littérature à Versailles de 1848 à 1853, date à laquelle il quitte définitivement l'enseignement pour devenir journaliste.

### Journalisme
Il entre d'abord au Moniteur du Loiret, puis passe au Précurseur d'Anvers. Revenu à Paris, il suit l'armée d'Italie comme correspondant du Pays, avant de fonder en 1862 L'Esprit public avec Hippolyte Castille. Il devient plus tard rédacteur en chef de La Nation. Chargé pendant cinq ans de la chronique politique de la Revue contemporaine, il travaille un moment au Journal de Paris et au Gaulois, journal bonapartiste et anti-républicain. De 1869 à 1872, il est l'un des principaux collaborateurs du Constitutionnel, journal de ralliement des libéraux, des bonapartistes et des anticléricaux, dont il dirige l'édition de province à Tours et à Bordeaux pendant le siège de Paris (1870-1871). Il fonde avec Boutarel Le Gendarme, journal hebdomadaire local de Clermont-Ferrand qui est publié entre le 14 décembre 1872 au 28 mars 1873.
Il témoigne du rôle des enfants de la Commune en ces termes méprisants : 

« Aussi bas que possible dans la hiérarchie des auxiliaires dont s’est servie la Commune, il y a des « gavroches ». (…) C’est une espèce d’enfants tout à fait distincte des autres ; elle ne germe que sur le pavé de Paris, espèce sordide et misérable qui tient du chat et du rat, nuisible à ses heures, intéressante, pétillante, abjecte. On appelle ces enfants des « gavroches » »

— Léonce Dupont, La Commune et ses auxiliaires devant la justice,  Paris, Didier et Cie, 1871, p. 146
Durant le procès des communardes devant le 4e tribunal militaire, il décrit un groupe de cinq femmes (dont Elizabeth Rétiffe, Léontine Suétens, Joséphine Marchais, Eulalie Papavoine) en ces termes : « Les femmes étaient moches, soyons-en sûr, mais pas suffisamment moche ou pas si moche que ce que l'on aurait pu penser ».
Dans La Commune et ses Auxiliaires devant la justice, Léonce Dupont reproduit, avec une certaine liberté, les discussions des conseils de guerre jugeant les communards.
En 1881, il publie ses mémoires de la Commune de Paris dans Souvenirs de Versailles pendant la Commune où il regrette le retour des communards ayant bénéficié de l'amnistie générale.
Après avoir quitté Le Constitutionnel, Léonce Dupont n'occupe plus de poste fixe au sein d'un titre et écrit tour à tour, sous son nom ou sous divers pseudonymes dans Le Figaro, Paris-Journal et Le Gaulois des articles à caractère plus ou moins littéraire. Il s'occupe surtout du Nouvelliste de l'Yonne et du Courrier d'Angers auxquels il fournit régulièrement, pendant plusieurs années, une correspondance politique.

## Ouvrages publiés
En dehors des travaux du journalisme, il a publié les ouvrages (livres ou brochures) dont voici l'énumération complète:
- Léonce Dupont, La Commune et ses Auxiliaires devant la justice, Paris, Didier et Cie, 1871 (lire en ligne)
- Léonce Dupont, Souvenirs de Versailles pendant la Commune, Paris, Dentu, 1881 (lire en ligne)
- La Comédie républicaine. Lettres anonymes (Paris, Dentu, 1872) (en ligne);
- Le Quatrième Napoléon (Paris, Lachaud et Burdin, 1874);
- La Majorité du quatrième Napoléon (Paris, Dentu, 1875);
- Madame Desgrieux (Paris, Dentu, 1875), roman qui a eu deux éd.;
- Tours et Bordeaux. Souvenirs de la République à outrance (Paris, Dentu, 1877), extr. de la Revue de France;
- Les Deux Démocraties. République, Empire (Paris, Dentu, 1878) ;
- La Soumission (Paris, Dentu, 1878);
- De Paris aux Montagnes. Le Pays de Bigorre; en Agenais; le Pays sur Orge; l'Oberland bernois (Paris, Dentu, 1879)